# Condensatore (ingegneria ambientale)
Un condensatore è un dispositivo di trattamento dei vapori contaminati che sfrutta il fenomeno della condensazione per rimuovere gli elementi inquinanti da un flusso d'aria. Una volta condensati, questi contaminanti vengono facilmente separati e possono essere trasformati in sostanze meno pericolose, eliminati oppure riutilizzati nel ciclo produttivo.

## Meccanismo
La condensazione può essere ottenuta attraverso un aumento della pressione o con una riduzione di temperatura e in alcuni casi con una combinazione dei due processi. Dato il costo operativo e di manutenzione dei sistemi a compressione, la maggior parte dei condensatori sfrutta la riduzione della temperatura, attraverso una sostanza detta “di raffreddamento”, per realizzare il processo di condensazione.
La condensazione può avvenire per contatto diretto se la sostanza di raffreddamento interagisce direttamente con il flusso d'aria da depurare oppure per contatto indiretto se è presente una barriera di separazione che impedisce la miscelazione.

## Tipologie di condensatori
Vi sono tre tipi di condensatori, suddivisi sulla base delle sostanze utilizzate per realizzare l'abbassamento della temperatura:
- Condensatori convenzionali
- Condensatori refrigerativi
- Condensatori criogenici

In dettaglio vengono presentati di seguito i tre diversi sistemi di condensazione.

### Condensatori convenzionali
I condensatori convenzionali sono dispositivi di abbattimento relativamente semplici che si servono di acqua (o eventualmente dell'aria) per ridurre la temperatura del flusso da depurare. Generalmente la temperatura viene portata a valori di 4 °C ma con l'utilizzo di opportune sostanze si possono raggiungere anche i -15 °C.
I Condensatori convenzionali possono essere:
- a contatto diretto o a miscela, quando il liquido refrigerante (solitamente acqua) è a diretto contatto con il flusso di gas da trattare. Questi dispositivi hanno il vantaggio di essere semplici e presentare bassi costi di gestione ma per contro hanno il notevole svantaggio di realizzare il miscelamento dei contaminanti condensati con il liquido di lavaggio. Questo comporta un ulteriore trattamento delle acque di scarico. Inoltre gli ugelli dei diffusori utilizzati per iniettare il liquido refrigerante possono essere soggetti a corrosione a causa dell'azione dei contaminanti.
- a superficie, in questo caso viene impiegato uno scambiatore di calore[1] che permette di raffreddare il flusso di vapore inquinato senza contatto diretto con il liquido contaminato. I condensatori a superficie sono più costosi di quelli a contatto sia per quanto riguarda la costruzione sia per la manutenzione. Vengono utilizzati quando i vapori sono altamente corrosivi o tossici e quindi non possono essere miscelati con l'acqua oppure quando il costo del trattamento della miscela di scarico non è trascurabile. Una particolare attenzione deve però essere posta verso i possibili intasamenti dovuti all'accumulo di particolato aerodisperso.

### Condensatori refrigerativi
I sistemi di condensazione per refrigerazione sono del tipo a superficie, con il liquido refrigerante che scorre all'interno dei tubi in uno scambiatore di calore. Questi condensatori utilizzano refrigeranti compressi ed operano a temperature molto più basse dei Condensatori convenzionali (anche inferiori ai -60 °C).
Il processo di trattamento degli inquinanti può essere descritto tramite le seguenti fasi:
1. il flusso di vapore contaminato è iniettato nello scambiatore dove avviene la condensazione dei composti organici inquinanti
2. il calore assorbito fa sì che il liquido refrigerante passi in fase vapore. Per riportarlo allo stato liquido viene compresso e fatto passare attraverso un ulteriore scambiatore così da raffreddarlo
3. il liquido refrigerante tornato al suo stato iniziale è convogliato verso il primo stadio del condensatore per ricominciare il ciclo.

A causa della temperatura estremamente bassa, c'è la possibilità che l'umidità presente nel flusso d'aria durante il processo di raffreddamento si trasformi in ghiaccio e si vada a depositare sulla superficie interna dello scambiatore.
La formazione di ghiaccio comporta una riduzione nell'efficacia dell'abbattimento degli inquinanti e può causare dei danni a carico del sistema. Per risolvere il problema è possibile utilizzare un ulteriore scambiatore che realizzi un pre-trattamento dell'aria così da condensare l'umidità prima che il flusso passi nel condensatore a refrigerazione.

### Condensatori criogenici
I Condensatori criogenici diversamente dai precedenti impiegano gas liquefatti come l'azoto molecolare o il biossido di carbonio. Queste sostanze permettono di raggiungere temperature inferiori a -160 °C e presentano la caratteristica di disperdersi in atmosfera dopo il loro utilizzo. In questo modo si elimina il problema della miscelazione che invece si ha nei condensatori convenzionali. Le temperature estremamente basse consentono un'efficienza di trattamento anche di molto superiore al 99%.
Si possono individuare tre tipologie di sistemi che impiegano la condensazione criogenia:
- Sistema semplice: utilizzata uno scambiatore di calore per realizzare la condensazione dei contaminanti, in questo caso il refrigerante liquefatto che passa allo stato gassoso viene disperso in atmosfera. A queste temperature estremamente basse è possibile che il contaminante si accumuli congelato sulle pareti esterne dello scambiatore. Per impedirlo è possibile utilizzare un pre-scambiatore come nel casi dei condensatori refrigerativi.
- Sistema a doppio scambio di calore: in questo caso il primo scambiatore, che utilizza il gas liquefatto, effettua il raffreddamento di un fluido che viene impiegato nel secondo scambiatore per realizzare l'abbattimento degli inquinanti. Il fluido ritorna successivamente al primo scambiatore per poter essere ricondotto alla temperatura utile. Con questo sistema si ha la possibilità di regolare la temperatura del liquido secondario in modo da evitare la formazione di ghiaccio all'interno dello scambiatore.
- Sistema a contatto: è costituito da una camera, isolata per mantenere le temperature più basse possibili, al cui interno sono inserite dei “sistemi spray” che iniettano il gas direttamente a contatto con il flusso di vapore da trattare in modo da realizzare la condensazione dei contaminanti. Grazie alla caratteristica del refrigerante di disperdersi in atmosfera si elimina il problema della miscelazione. Appositi dispositivi termici possono essere montati sulle pareti esterne della camera per la rimozione occasionale del ghiaccio accumulato sulle superfici interne.

## Capacità operativa
Per verificare la capacità operativa di un sistema a condensazione è opportuno controllare la concentrazione dei vapori organici presenti nel flusso d'aria depurato all'uscita. Devono essere esaminate sia le condizioni di prelievo dei campioni analizzati che l'integrità del sistema di campionamento (devono essere visionate le frequenze e le procedure di calibrazione dello strumento e le registrazioni delle relative manutenzioni ordinarie e straordinarie).
L'utilizzo degli analizzatori portatili è sconsigliato per queste rilevazioni infatti è possibile che, durante un malfunzionamento, il flusso del gas in uscita presenti una concentrazione di composti esplosiva; in questo caso l'elettricità statica dello strumento portatile potrebbe fungere da innesco e generare un'esplosione.
Un indicatore dell'efficienza dei sistemi a condensazione è dato dalla temperatura del flusso d'aria. Si può affermare che:
- Una temperatura più alta della norma indica una diminuzione nell'efficienza di raccolta, infatti se la temperatura aumenta si ha una minore condensazione delle sostanze contaminati che quindi permangono nelle emissioni. Una causa di questo incremento della temperatura in uscita può essere dato dall'accumulo di ghiaccio o composti organici ghiacciati all'interno del condensatore. Queste incrostazioni, oltre a limitare gli scambi termici, impediscono fisicamente l'afflusso dell'aria all'interno e quindi devono essere periodicamente eliminate
- Una diminuzione della differenza di temperatura della sostanza utilizzata per il raffreddamento, fra il punto di entrata e quello di uscita, indica una riduzione dello scambio di calore all'interno del Condensatore che comporta una diminuzione dell'efficienza di abbattimento degli inquinanti.

Un ulteriore indicatore è dato dalla portata della sostanza raffreddante, in quanto una sua riduzione determina una minore efficienza dell'impianto.
Infine la portata del flusso d'aria da trattare è un indicatore per evidenziare:
- Una perdita nel processo di trattamento
- La formazione di ghiaccio o l'accumulo di composti organici ghiacciati all'interno del condensatore

## Applicazioni
I Condensatori sono impiegati nei processi che prevedono emissioni di vapori con alte concentrazioni di inquinanti, soprattutto di natura organica, e basse portate. Nella maggior parte delle applicazioni industriali, dove nelle emissioni risultano presenti inquinanti che condensano molto difficilmente o del particolato aerodisperso, questi dispositivi richiedono dei sistemi di abbattimento supplementari. In casi particolari i condensatori possono essere invece impiegati come unico sistema di trattamento.
L'efficienza generale dei sistemi a condensazione dipende essenzialmente dalla temperatura operativa e in genere è superiore al 90%. Con l'utilizzo dei sistemi criogenici, si possono anche raggiungere valori di efficienza superiore al 99%.